# Alcest
Alcest ist eine im Jahr 2000 gegründete, französische Band aus Avignon. Der Name Alcest leitet sich von Alceste ab, einer Figur aus Molières Stück Der Menschenfeind. Neige entschied sich für diesen Namen wegen seines „ätherischen“ Klangs und seiner Darstellung des Projektkonzepts; er entfernte das zweite „e“, um die Band vom Stück zu unterscheiden. Das Wort habe keine besondere Bedeutung, aber sein edler Klang passe perfekt zum Universum des Projekts.

## Geschichte
Alcest wurde im Jahr 2000 durch den zu diesem Zeitpunkt 15-jährigen Neige als musikalisches Soloprojekt gegründet. Neige war zur Zeit der Gründung als Schlagzeuger in der umstrittenen französischen Black-Metal-Band Peste Noire aktiv. Kurz nach der Gründung stießen mit Famine, der sich bei Alcest „Aegnor“ nannte, und Argoth zwei weitere Musiker von Peste Noire zu ihm.
Gemeinsam spielten die Musiker 2001 die Demo Tristesse Hivernale ein, wobei Aegnor sich für die Komposition des Stückes La Forêt de Cristal verantwortlich zeigte. Kurz nach der Veröffentlichung der Demo verließen Aegnor und Argoth das Projekt, sodass Neige Alcest als Solo-Musikprojekt weiterführte. Neige, der Alcest gründete, um einen rauen und kalt klingenden Black Metal zu spielen, wandte sich mit der 2005 herausgegebenen EP Le Secret von der Musikrichtung ab hin zu dem für Alcest heute bekannten Sound.

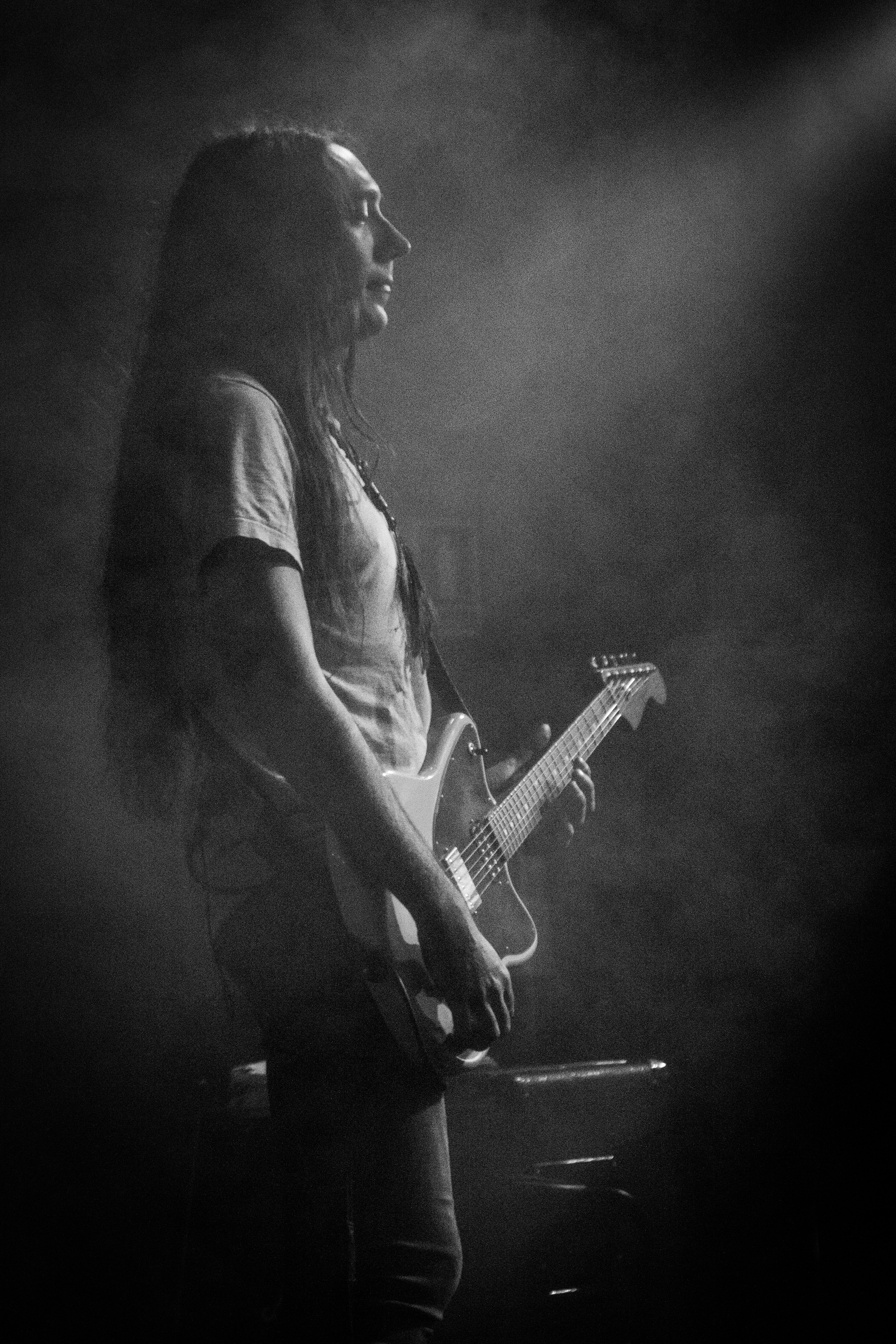
Alcest (im Bild Neige) in Kopenhagen, Dänemark, 2017.

Im März des Jahres 2007 wurde das Musikprojekt von der deutschen Plattenfirma Prophecy Productions unter Vertrag genommen; im August erschien das Debütalbum Souvenirs d’un autre monde (fr.: ‚Erinnerungen einer anderen Welt‘) über dem Label. Ebenfalls im August erfuhr die Demo Tristesse Hivernale durch Northern Silence Productions eine Neuauflage als Split-Veröffentlichung mit der Black-Metal-Band Angmar. Im März des Jahres 2009 erschien zudem eine Split-EP mit dem französischen Blackgaze-Projekt Les Discrets. Im März des Jahres 2010 erschien mit Écailles de Lune (fr.: ‚Mondschuppen‘) das zweite vollwertige Studioalbum von Alcest. Auch wurde Winterhalter, der bereits seit 2009 als Sessionmusiker Schlagzeug bei Alcest spielte, als vollwertiges Bandmitglied aufgenommen. Winterhalter selbst spielte in der Vergangenheit Schlagzeug bei Les Discrets und Peste Noire. Im Jahr 2011 erfuhr die Debüt-EP Le Secret über Prophecy Productions eine Neuauflage. Hierfür wurden die zwei auf der EP befindlichen Stücke als Original und mit einem neuen Mastering veröffentlicht.
Im Januar 2012 folgte die Herausgabe des Drittlings Les Voyages de l'Âme (fr.: ‚Die Reisen der Seele‘). Erstmals absolvierten die Musiker Konzertreisen um für das Album werben zu können. Diese Tourneen führten durch mehrere Staaten Europas sowie durch Japan. Auch wurden für die Stücke Autre Temps und dem namensgebenden Les Voyages de l'Âme erstmals Musikvideos gedreht. Im selben Jahr erschien zudem eine Live-EP unter dem Titel BBC Live Session.
Zwei Jahre später erschien mit Shelter (en.: ‚Zuflucht‘ oder ‚Obdach‘) das inzwischen vierte Studioalbum, das von Sigur-Rós-Sänger Jón Þór Birgisson im bandeigenen Sundlaugin auf Island eingespielt wurde. Es folgte eine zweite Europatournee als Special Guest von Opeth. Ein Jahr später ging es erstmals auf Konzertreise durch Nordamerika, die von der Sängerin Emma Ruth Rundle von Marriages und Red Sparowes begleitet wurde. Im Herbst des Jahres 2015 absolvierte Alcest eine Konzertreise mit Lantlôs, die durch mehrere deutsche Städte führte. Zu dem Lied Opale wurde ebenfalls ein Musikvideo produziert. Shelter avancierte zu einem kommerziellen Erfolg und stieg erstmals in den deutschen und finnischen Albumcharts ein.
Direkt nach der Herausgabe von Shelter starteten Neige und Winterhalter mit den Arbeiten an ihrem fünften Album. Die Schreibarbeiten nahmen knapp drei Jahre in Anspruch, sodass die Musiker zwischen Januar und April des Jahres 2016 das Album mit Benoît Roux im Drudenhaus Studio in Limoges einspielten. Das Album, welches den Namen Kodama (jp.: ‚Baumgeist‘ oder ‚Echo‘) trägt, erschien am 30. September 2016 und stieg auf Platz 15 in Deutschland bzw. 62 in der Schweiz ein. Etwa einen Monat nach der Veröffentlichung von Kodama tourte Alcest mit der japanischen Band Mono durch Europa. Im Anschluss folgte eine Nordamerika-Konzertreise mit The Body und Creepers im Vorprogramm. Zwischen März und Mai des Jahres 2017 spielten die Musiker Tourneen Süd- und Osteuropa, sowie durch Asien und Australien, ehe Alcest für den Festivalsommer nach Europa zurückkehrten. Dabei trat die Band unter anderem auf dem Resurrection Fest, dem Dour Festival, dem Graspop Metal Meeting, dem Hellfest und dem Rockharz Open Air auf. Ende des Jahres 2017 folgte eine weitere Europatournee gemeinsam mit Anathema.
Im Sommer des Jahres 2018 spielten Alcest erstmals auf dem Download-Festival in Paris sowie auf Einladung von The-Cure-Frontsänger Robert Smith auf dessen Meltdown Festival in London. Ebenfalls im Juni spielten Alcest erstmals Konzerte in Lateinamerika, ehe im Juli der erste Auftritt in Indien auf dem Bangalore Open Air folgte. Im September und Oktober tourte die Gruppe abermals durch mehrere Staaten Mitteleuropas. Auf dieser Tournee wurde das Album Kodama in voller Länge gespielt.
Alcest kündigten an, dass der Tourzyklus für Kodama nach ihrer Konzertreise durch Nordamerika Ende des Jahres 2018 beendet sei. Die Musiker bestätigten zudem seit längerem an dem Nachfolger-Album zu arbeiten. Im April 2019 wurde bekannt, dass Alcest einen weltweiten Plattenvertrag bei Nuclear Blast unterschrieben haben. Das sechste Studioalbum wurde zudem für eine spätere Veröffentlichung im Jahr 2019 bestätigt. Dieses wurde am 26. Juni 2019 unter dem Titel Spiritual Instinct für den 25. Oktober des gleichen Jahres angekündigt.
Im Sommer 2022 spielte die Gruppe auf dem Hellfest. Dieses Konzert wurde im Rahmen des Formates ARTE Concert aufgezeichnet und ist online auf der Internetseite des Fernsehsenders abrufbar. Im August gleichen Jahres bestätigte Neige auf Instagram, dass man sich in der Vorproduktionsphase für ein neues Studioalbum befinde. Offiziell wurde das Album, welches den Namen Les Chants de l’Aurore trägt, am 23. Februar 2024 vorgestellt und für den 21. Juni gleichen Jahres angekündigt. Am Tag der Ankündigung veröffentlichte das Duo ihre Single L’Envol.

## Stil

### Musik

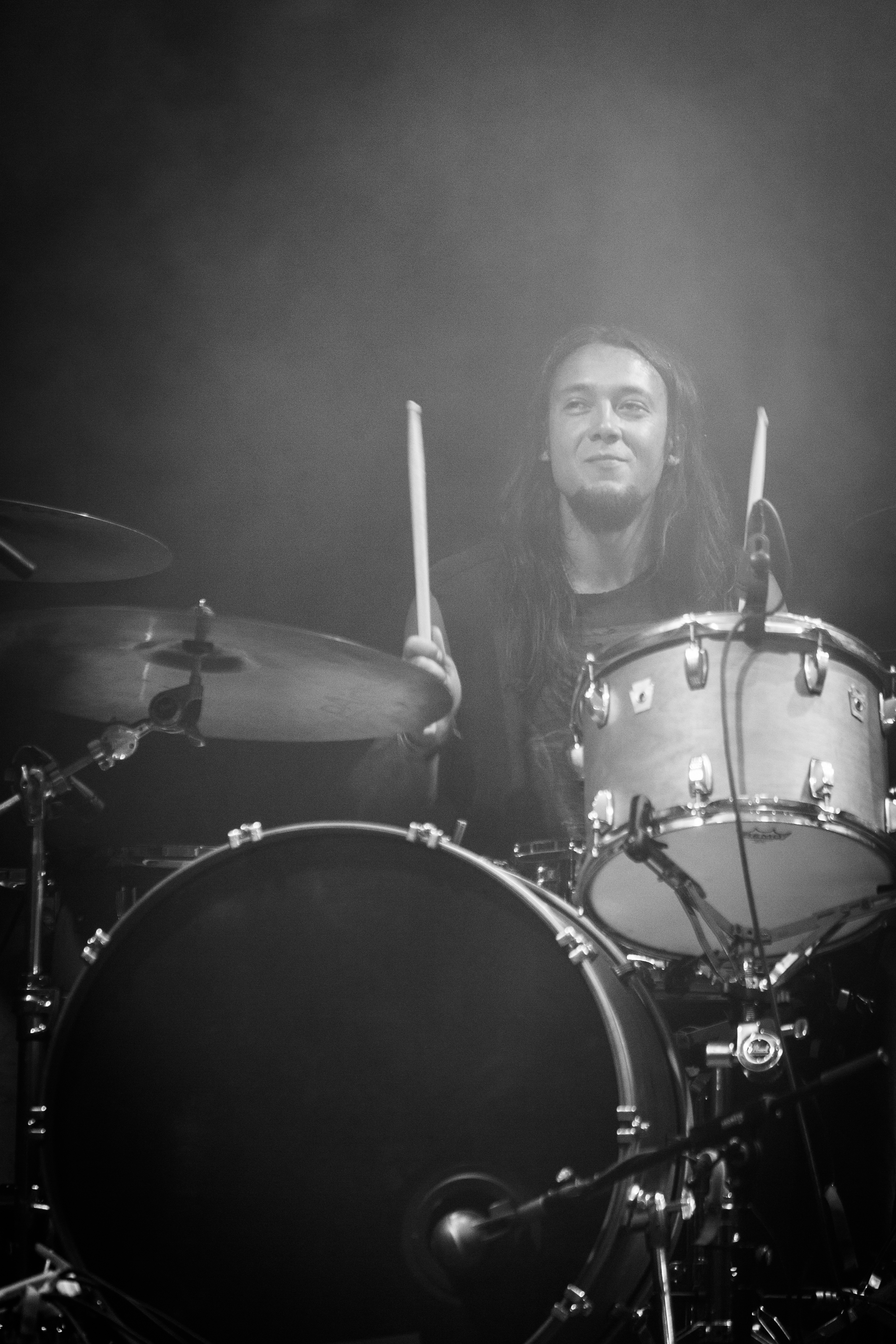
Winterhalter auf dem Prophecy Fest, 2016.

Alcest wurde gegründet, um „rauen und kalten“ Black Metal zu spielen. So ist die Musik auf der ersten Demo Tristesse Hivernale, die gemeinsam mit den beiden Musikern Aegnor und Argoth aufgenommen wurde, der Musikrichtung zuzuordnen. Nach dem Ausstieg der beiden Musiker führte Neige Alcest als Soloprojekt weiter, sodass er in der Lage war die Musik in eine persönliche Richtung zu ändern.
Bereits auf der 2005 herausgegebenen EP Le Secret wandte sich Neige vom eigentlichen Black Metal ab, hin zu dem für die Band ausschlaggebenden Klang. Zwar sind noch klangliche Parallelen zum Black Metal vorhanden, allerdings rufen die verzerrten Gitarren Erinnerungen an My Bloody Valentine und Jesu hervor. Auch ist die gelegentliche Verwendung von akustischen Gitarren, Arpeggios, Picking, Doublebass und Blastbeats für den Klang der Band charakteristisch. Das Schlagzeugspiel erinnert an Amesoeurs, während der Gesang von Neige sich vom Dream Pop und dem Slowcore geprägt zeigt, sodass dieser Erinnerungen an Chris Martin von Coldplay weckt. Die eingebauten langsamen Liedpassagen lassen an Opeth erinnern. Das Label Prophecy Productions beschreibt die Musik von Alcest als eine Mischung aus Burzum, Yann Tiersen und Slowdive. Auch lassen sich musikalische Vergleiche zu Cocteau Twins, Sophia und Mojave 3 ziehen.
Diesen Klang behält Alcest auch auf dem 2010 veröffentlichten Écailles de Lune weitestgehend bei. Der 2012 veröffentlichte Drittling Les Voyages de l’Âme gilt als eine musikalische Verschmelzung der ersten beiden Alben. Beschrieben wird die Musik als „langsamer, schöner und hauchfeiner Metal“, der mit „grandiosem, verzerrten Gitarrenspiel und kathedralischem Klargesang gepaart wird, so lange Neige nicht seinen beißenden Schreigesang anwendet.“ Es finden sich erneut Elemente des Black Metal wieder, die mit Shoegazing-Melodien, ambienten Klanglandschaften und Post-Rock kombiniert werden. Musikalisch zeigt sich Neige auf Les Voyages de l’Âme neben den bereits genannten Yann Tiersen und Burzum des Weiteren von Dead Can Dance und Summoning inspiriert.
Auch wenn die Musik von Alcest zu Beginn der Karriere im Black Metal verwurzelt ist, lehnt Sänger Neige Vergleiche mit der Musikrichtung ab:

“Alcest have been compared to black metal so many times, I have nothing to do with black metal. It is not correct to label me as black metal because I did a few screams. There is nothing in my music about hate or angriness.”

„Alcest wurde so oft mit dem Black Metal verglichen, wobei ich nichts mit dem Black Metal zu tun habe. Es ist nicht korrekt, mich als Black Metal abzustempeln, nur weil ich ein paar Screams angewendet habe. Meine Musik hat nichts mit Hass oder Wut zu tun.“

Shelter stellt eine musikalische Abkehr vom Blackgaze dar, die Alcest mitgeprägt hat. Stattdessen ist die Musik eindeutig dem Shoegazing zuzuordnen, der von Künstlern wie Slowdive, God Is an Astronaut, This Will Destroy You, Mogwai und Sigur Rós zelebriert wird. Dabei verzichten die Musiker weitestgehend auf die Elemente des Metal. Auf dem 2016 herausgegebenen Kodama kehrt Alcest zu ihrem musikalischen Ursprung im Blackgaze zurück, wobei sich die Musiker von anderen Künstlern und deren Werken beeinflussen und inspirieren ließen, darunter Grimes’ Album Visions, die letzten beiden Alben von Tool – Lateralus und 10,000 Days –, Dinosaur Jr., The Smashing Pumpkins, Cocteau Twins, The Cure, Explosions in the Sky und Sonic Youth. Das 2019 erschienene Album Spiritual Instinct knüpft an die Black-Metal-Wurzeln von Neige an und fokussiert sich mehr auf die Riffs, die dem Album einen metal-lastigeren Sound verpassen.

### Texte

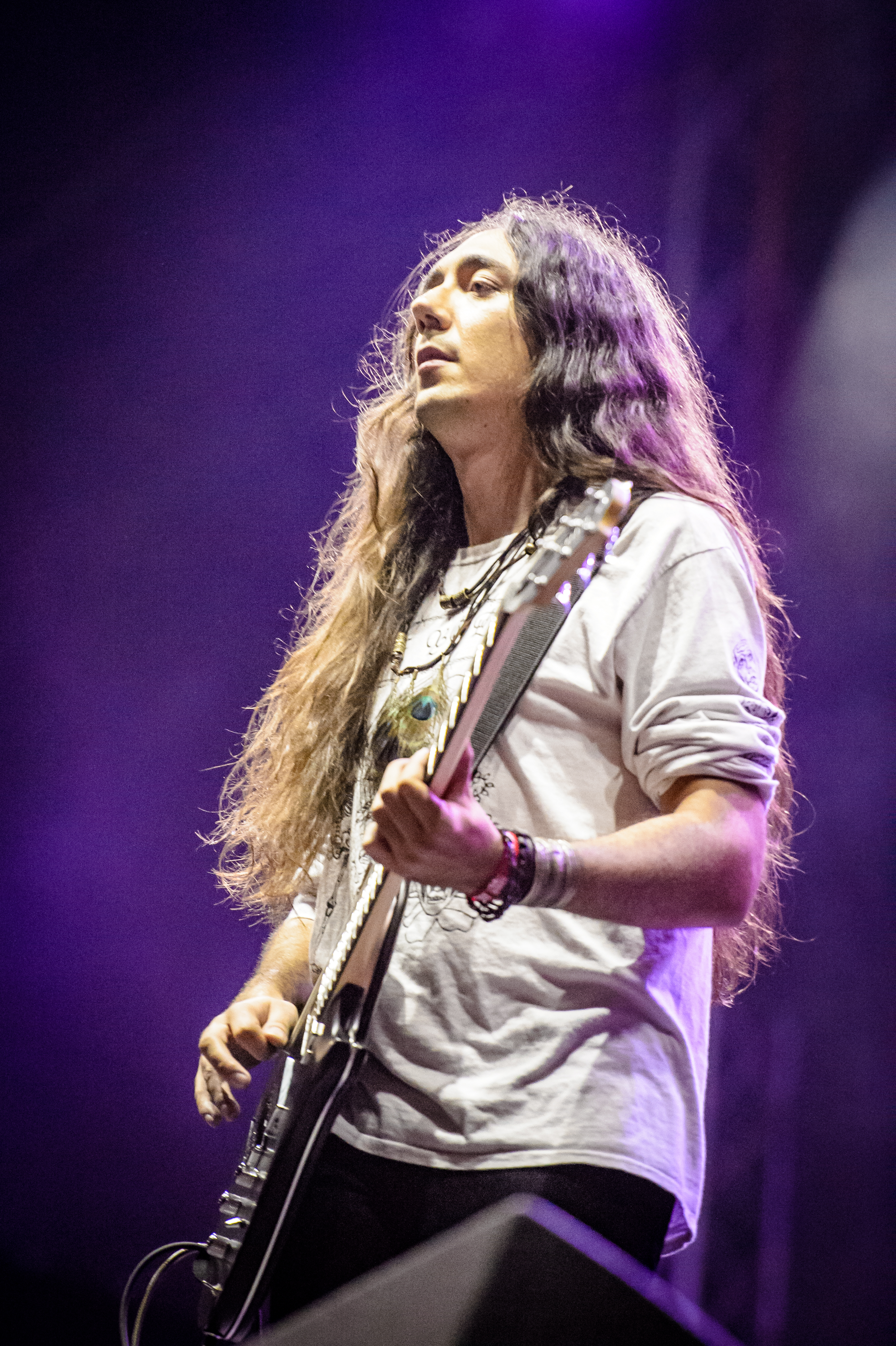
Neige mit Alcest auf dem Rockharz Open Air, 2017.

Die Texte von Alcest sind, mit einer Ausnahme, ausschließlich auf Französisch verfasst und verfolgen verschiedene Konzepte: So beschreiben die Lieder auf der 2005 veröffentlichten EP Le Secret Impressionen aus der Kindheit und Jugend des Sängers Neige, die er als „Fairy Land“ bezeichnet. Das Konzept der Anderswelt wird auf dem dritten Longplayer Les Voyages de l’Âme erneut aufgegriffen und basiert auf einer eigens in der Kindheit erlebten Vision. Außerdem stellt das Konzept ein Versuch der Entdeckung dieser esoterischen Erfahrung dar. Dabei habe sich Neige in diesem Zeitraum exzessiv mit Sterndeutung auseinandergesetzt und mit Geschichten anderer Menschen, die ebenfalls eine außerkörperliche Erfahrung mit der Anderswelt gemacht haben, was eine weitere Inspiration für das musikalische Konzept des Albums darstellte. Einige Lieder von Alcest verzichten auf einen Liedtext, zum Beispiel das Lied Beings of Light. Stattdessen singt Neige in diesem Stück in einer lautmalerischen Fantasiesprache. Neige zeigte sich dabei unter anderem von Sigur Rós, die in ihren Liedern ihre eigene Fantasiesprache „Vonlenska“ („Hoffnungsländisch“) einbauen sowie von Cocteau-Twins-Sängerin Elizabeth Fraser, die aus anfänglich verständlichen Worten nach und nach eine eigene Sprache erschaffe beeinflusst.
Shelter verarbeitet das Konzept eines Rückzugsortes. Im Falle des Sängers Neige stellt dies das Meer dar. In einem Interview mit dem Rock Hard erzählte er, dass jeder Mensch die Faszination und Angst im Bezug auf den Ozean in sich trage. Es sei wie der Weltraum riesengroß und der tiefste Punkt der Erde. Aufgrund der Tatsache, dass der Mensch im Wasser im Bauch der Mutter entstanden ist, gebe es einen Teil im Menschen, das sich nach dem Wasser sehnt. Auf Écailles de Lune beschreibt Neige unter anderem die dunkle Seite des Meeres; Shelter hingegen die sommerliche Seite.

„Ich denke dass wir alle diese Faszination und Angst im Bezug auf den Ozean haben. Es ist wie der Weltraum, groß, dunkel und wir wissen, dass es der tiefste Teil unseres Planeten ist. Wir selbst sind auch im Wasser, im Bauch unserer Mutter entstanden. Auf gewisse Weise vermissen wir es immer. Und wenn man am Rand des Meeres oder eines Sees sitzt, klärt das die eigenen Gedanken. Auf dem „Écailles De Lune“-Album hat mich die dunkle Seite des Meeres mehr inspiriert, mit diesem sehr romantischem Szenario, dem Mond und den silbernen Reflexionen. Bei „Shelter“ ist es mehr die sommerliche Seite geworden.“

Auf Shelter befindet sich mit Away ein Lied, das in englischer Sprache geschrieben wurde, da es einen Gastmusikerbeitrag des Slowdive-Sängers Neil Halstead beherbergt.
Kodama ist von der japanischen Mythologie und Kultur beeinflusst, wobei der Animefilm Prinzessin Mononoke, sowie die beiden Konzertreisen durch Japan als Inspirationsquellen dienten.

## Kritik
Aufgrund der Aktivität der Musiker in der französischen Black-Metal-Band Peste Noire, die im Umfeld der rechtsextremen Seite der Musikrichtung zu verorten ist, geriet vor allem Neige häufig in die Kritik rechtsextremes Gedankengut zu verbreiten und die Gesinnung gutzuheißen. Vor allem die 2001 veröffentlichte Demo Aryan Supremacy und diverse Statements besagter Band ließen die Fronten zwischen Neige und diversen Musikmagazinen verdichten. Als Alcest im Jahr 2007 vom deutschen Label Prophecy Productions unter Vertrag genommen wurde, gab Neige ein Statement ab, in dem er erklärte, nie ein aktiver Teil von Peste Noire gewesen zu sein und deswegen auch nicht am Schreibprozess besagter Demo entscheidend mitgewirkt, geschweige denn die ideologische Einstellung der Band geteilt zu haben:

“I never was involved in any way with any political, racist or xenophobic ideologies. I was just a musician in Peste Noire, most of the time session musician, I never took part of the lyrics or philisophy of the band. At the "Aryan Supremacy" period I was 15 years old and I didn't think about the consequence of recording some music with that band, it always was just musical participation for me. Alcest has NOTHING to do with any hate-based philosophy like racism and as a person I am absolutely NOT into nazism, racism and such ideologies.”

„Ich war nie und in keiner Weise in irgendwelche politischen, rassistischen oder fremdenfeindlichen Ideologien eingebunden. Ich war bei PESTE NOIRE lediglich ein Musiker, die meiste Zeit auch nur Session Musiker, ich habe nie an den Texten oder der Philosophie der Band partizipiert. Zur Zeit von "Aryan Supremcy" war ich 15 Jahre alt und ich dachte nicht über die Konsequenzen darüber nach, mit dieser Band Musik aufzunehmen, es war immer nur eine rein musikalische Teilnahme für mich. ALCEST hat NICHTS mit irgendeiner auf Hass basierenden Philosophie zu tun und als Person selber habe ich nichts mit Nazitum, Rassismus und solchen Ideologien zu tun.“

In einem Interview, das Neige im November 2016 mit Laut.de führte, sagte er, dass Alcest eine unpolitische Band sei. Allerdings bezog er sich auch auf sein früheres Engagement bei Peste Noire. Neige sagte, er sei verwundert, dass die Diskussion abgenommen habe und führte dies darauf zurück, dass die Hörer Alcest als eine unpolitische Band wahrnehmen würden. Er bezeichnete die Zeit bei Peste Noire als Teil seiner musikalischen Biografie und gab an, dass er nicht wüsste, ob er es nochmal tun würde, wenn er die Zeit zurückdrehen könnte. Er sagte, dass er keinen Kontakt mehr zu den Musikern bei Peste Noire habe. Neige behauptet von sich, er trenne Musik und Politik: So sagte er, dass er keine Bands mag, die mit ihrer Musik politisch orientierte Messages übermitteln wollen, sei es rechts- oder linksgerichtet. Nach den Paris-Attacken im November 2015 habe er hingegen gemerkt, dass einige Leute, die sich über ihre politische Orientierung nicht ganz im Klaren waren, sich vielleicht eher der rechten Seite zugewandt haben. Auch im Bezug zu Burzum, die eine gewisse Stellung in der rechtsextremen Black-Metal-Szene (NSBM) haben, vertritt Neige die gleiche Meinung. Er bezeichnet sich zwar als ein Fan der Musik Burzums, den Musiker hinter dem Projekt nennt er indes einen „Wichser“ und „total wahnsinnig“.
In einem 2011 geführten Interview mit dem deutschen Onlinemagazin Metal.de antwortete Neige auf eine Frage im Bezug auf das Thema Nationalstolz, dass einige Menschen in Deutschland ein gewisses Schamgefühl entwickelt hätten und zurecht auf das zurückblickten, was die Nationalsozialisten an Gräueltaten angerichtet haben. Allerdings bezeichnete er „Nazi- oder Rassisten-Paranoia“ ebenfalls als ein hirnloses Extrem. Die Band DRUDKH bezeichnete er als unpolitisch, obwohl das ehemalige Label die Idee der Band als radikal-konservativ-revolutionär beschrieb.
Neige inszeniert sich als eine spirituelle und naturbezogene Person. In einem Interview mit dem britischen Metal Hammer beschrieb er, dass Spiritualität und Religion nichts gemeinsam hätten, sondern im Gegensatz zueinander stünden. Das liege vor allem daran, dass die Religion vorschreibe, woran man zu glauben habe, auch wenn dies komplett irrational sei.
Neige distanzierte sich erneut in einem am 28. Oktober 2020 erschienenen Post auf Instagram von Peste Noire und ihren Ideologien und behauptete, ihre Ansichten abseits der Musik nicht geteilt habe und auch nie teilen werde.

## Auszeichnungen und Nominierungen
- Impala Sales Awards
  - 2012: für die Alben Écailles de Lune und Les Voyages de l’Âme (Silber)[57]
- Metal Hammer Golden Gods Awards
  - 2014: Best Underground Band (nominiert)
- Preis der deutschen Schallplattenkritik
  - 2024: mit dem Album Les Chants de L’Aurore in der Bestenliste der Jury Hard und Heavy (nominiert)[58]

## Diskografie
Studioalben

| Jahr | Titel Musiklabel                                | Höchstplatzierung, Gesamtwochen, AuszeichnungChartplatzierungen (Jahr, Titel, Musiklabel, Platzierungen, Wochen, Auszeichnungen, Anmerkungen) | Höchstplatzierung, Gesamtwochen, AuszeichnungChartplatzierungen (Jahr, Titel, Musiklabel, Platzierungen, Wochen, Auszeichnungen, Anmerkungen) | Höchstplatzierung, Gesamtwochen, AuszeichnungChartplatzierungen (Jahr, Titel, Musiklabel, Platzierungen, Wochen, Auszeichnungen, Anmerkungen) | Höchstplatzierung, Gesamtwochen, AuszeichnungChartplatzierungen (Jahr, Titel, Musiklabel, Platzierungen, Wochen, Auszeichnungen, Anmerkungen) | Höchstplatzierung, Gesamtwochen, AuszeichnungChartplatzierungen (Jahr, Titel, Musiklabel, Platzierungen, Wochen, Auszeichnungen, Anmerkungen) | Anmerkungen                                             |
| Jahr | Titel Musiklabel                                | FR | DE | AT | CH | FI | Anmerkungen                                             |
| ---- | ----------------------------------------------- | --- | --- | --- | --- | --- | ------------------------------------------------------- |
| 2007 | Souvenirs d’un autre monde Prophecy Productions | — | — | — | — | — | Erstveröffentlichung: 8. August 2007                    |
| 2010 | Écailles de Lune Prophecy Productions           | — | — | — | — | — | Erstveröffentlichung: 29. März 2010 Verkäufe: + 20.000  |
| 2012 | Les Voyages de l’Âme Prophecy Productions       | — | — | — | — | — | Erstveröffentlichung: 6. Januar 2012 Verkäufe: + 20.000 |
| 2014 | Shelter Prophecy Productions                    | — | DE28 (1 Wo.)DE | — | — | FI17 (2 Wo.)FI | Erstveröffentlichung: 17. Januar 2014                   |
| 2016 | Kodama Prophecy Productions                     | — | DE15 (1 Wo.)DE | — | CH62 (1 Wo.)CH | — | Erstveröffentlichung: 30. September 2016                |
| 2019 | Spiritual Instinct Nuclear Blast                | FR106 (1 Wo.)FR | DE12 (2 Wo.)DE | AT63 (1 Wo.)AT | CH30 (1 Wo.)CH | FI34 (1 Wo.)FI | Erstveröffentlichung: 25. Oktober 2019                  |
| 2024 | Les Chants de l’Aurore Nuclear Blast            | FR77 (1 Wo.)FR | DE14 (1 Wo.)DE | AT19 (1 Wo.)AT | CH22 (1 Wo.)CH | — | Erstveröffentlichung: 21. Juni 2024                     |